# 栃木県の県道一覧
栃木県の県道一覧（とちぎけんのけんどういちらん）は、栃木県を通る県道の一覧である。

## 概要
2009年（平成21年）4月現在、297路線が指定されている。
2008年（平成20年）4月1日付で42路線の路線名が市町村合併等に伴い見直された。

## 主要地方道
- 1 宇都宮笠間線
- 2 宇都宮栃木線
- 3 宇都宮亀和田栃木線
- 4 宇都宮鹿沼線
- 5 足利太田線
- 6 宇都宮楡木線
- 7 佐野行田線
- 8 足利館林線
- 9 佐野古河線
- 10 宇都宮那須烏山線
- 11 栃木藤岡線
- 12 那須烏山御前山線
- 13 大子黒羽線
- 14 鹿沼日光線
- 15 鹿沼足尾線
- 16 佐野田沼線
- 17 那須高原線
- 18 小山壬生線
- 19 藤原塩原線
- 20 足利邑楽行田線

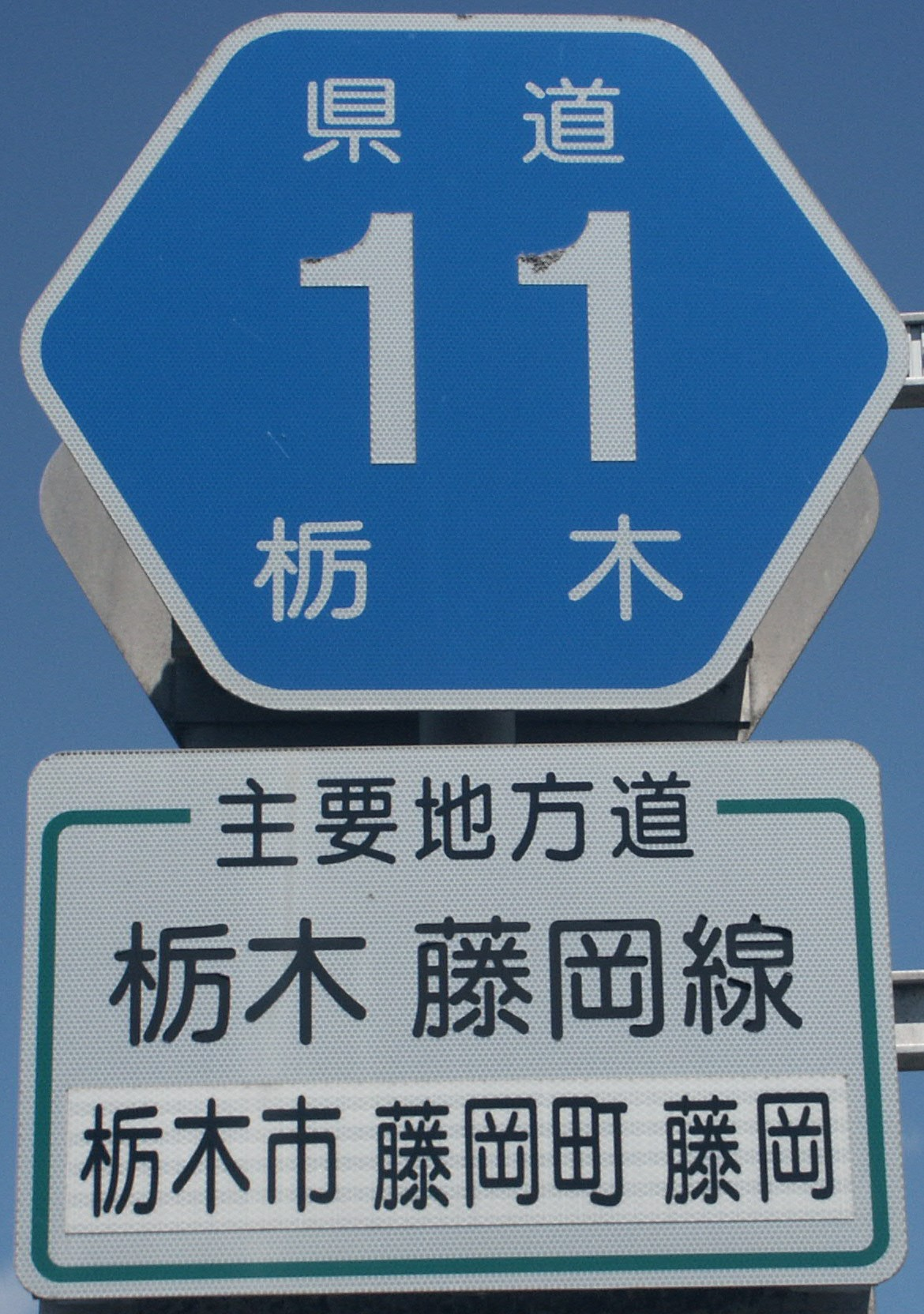
栃木県道における主要地方道の路線番号標識

- 21 湯本小島線 - 2017年（平成29年）3月24日栃木県告示第134号により湯本漆塚線から改称[2]。
- 22 大沢宇都宮線
- 23 川俣温泉川治線
- 24 （欠番）
- 25 那須烏山矢板線
- 26 （欠番）
- 27 那須黒羽茂木線
- 28 大子那須線
- 29 常陸太田那須烏山線
- 30 矢板那須線
- 31 栃木小山線
- 32 栃木粕尾線
- 33 小山環状線
- 34 黒磯黒羽線
- 35 宇都宮結城線
- 36 岩舟小山線
- 37 栃木粟野線
- 38 足利千代田線
- 39 足利伊勢崎線
- 40 足利環状線
- 41 つくば益子線
- 42 （欠番）
- 43 （欠番）
- 44 栃木二宮線
- 45 つくば真岡線
- 46 宇都宮真岡線
- 47 真岡上三川線
- 48 大田原氏家線
- 49 （欠番）
- 50 藤岡乙女線
- 51 水戸茂木線
- 52 矢板那珂川線
- 53 大田原高林線
- 54 明野間々田線
- 55 西那須野那須線
- 56 塩原矢板線
- 57 館林藤岡線
- 58 草久足尾線
- 59 （欠番）
- 60 黒磯棚倉線
- 61 真岡那須烏山線
- 62 今市氏家線
- 63 藤原宇都宮線
- 64 宇都宮向田線
- 65 鹿沼下野線
- 66 桐生田沼線
- 67 桐生岩舟線
- 68 那須西郷線
- 69 宇都宮茂木線
- 70 宇都宮今市線
- 71 羽生田上蒲生線
- 72 大田原芦野線
- 73 上横倉下岡本線
- 74 塩谷喜連川線
- 75 栃木佐野線
- 76 伊王野白河線
- 77 宇都宮船生高徳線

## 一般県道

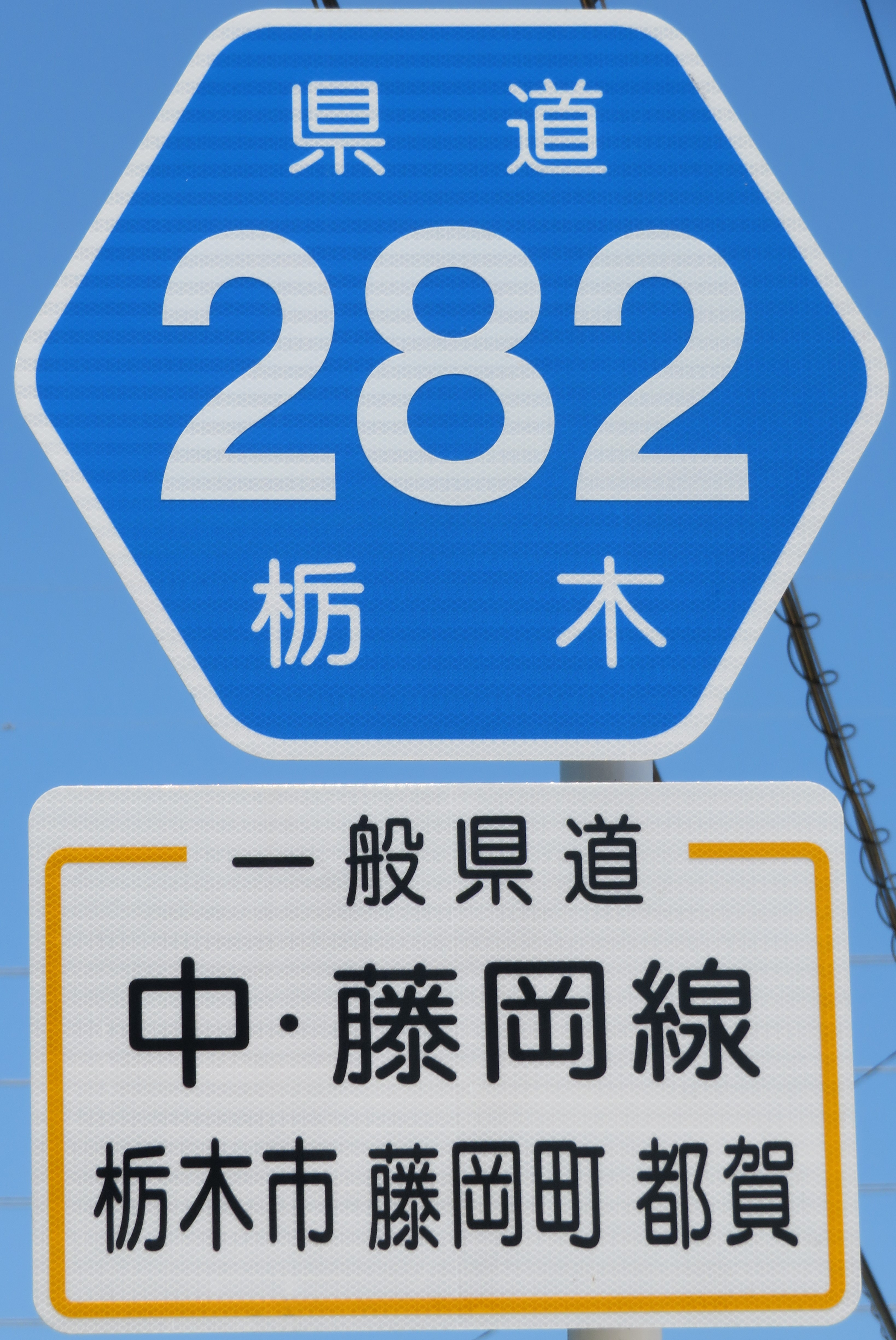
栃木県道における一般県道の路線番号標識

### 100番台
- 100 （欠番、かつての石橋停車場線）
- 101 宝積寺停車場線
- 102 烏山停車場線
- 103 間々田停車場線
- 104 小金井停車場線
- 105 豊原停車場線
- 106 久下田停車場線
- 107 氏家停車場線
- 108 益子停車場線
- 109 茂木停車場線
- 110 下野大沢停車場線
- 111 七井停車場線
- 112 雀宮停車場線
- 113 那須塩原停車場線
- 114 佐久山喜連川線
- 115 田沼唐沢山公園線
- 116 足利市停車場線
- 117 新栃木停車場線
- 118 下今市停車場線
- 119 真岡岩瀬線
- 120 新鹿沼停車場線
- 121 壬生停車場線
- 122 藤岡停車場線
- 123 葛生停車場線
- 124 田沼停車場線
- 125 氏家宇都宮線
- 126 栃木葛生線 - 2025年（令和7年）1月7日栃木県告示第3号により栃木田沼線から改称[3]。
- 127 楡木停車場線
- 128 佐野太田線
- 129 福居停車場線
- 130 静和停車場線
- 131 金崎停車場線
- 132 安塚停車場線
- 133 岩舟停車場線
- 134 西田井停車場線
- 135 市塙停車場線
- 136 （欠番、かつての多田停車場線 - 2025年（令和7年）1月7日栃木県告示第2号により路線廃止[3]）。
- 137 樅山停車場線
- 138 富田停車場線
- 139 原向停車場線
- 140 真岡停車場線
- 141 唐沢山公園線
- 142 通洞停車場線
- 143 黒田原停車場線
- 144 築地吉水線
- 145 （欠番）
- 146 結城石橋線
- 147 小金井結城線
- 148 野田多々良停車場線
- 149 小来川文挟石那田線
- 150 山久保平ケ崎線
- 151 堀米停車場線
- 152 赤岩足利線
- 153 南小林栃木線
- 154 下高根沢氷室線
- 155 羽生田鶴田線
- 156 石末真岡線
- 157 下岡本上戸祭線
- 158 下岡本上三川線
- 159 小林逆面線
- 160 和泉間々田線
- 161 下河戸片岡線
- 162 （欠番）
- 163 黒田市塙真岡線
- 164 板荷玉田線
- 165 市塙北長島線
- 166 西田井二宮線
- 167 蛭田喜連川線
- 168 （欠番、かつての静藤岡線）
- 169 栗山日光線
- 170 親園南金丸線
- 171 山内上境線
- 172 上田壬生線
- 173 萩島白鳥線
- 174 南小林松原線
- 175 山形寺岡線
- 176 杉山石末線
- 177 上久我栃木線
- 178 稲沢高久線
- 179 稲沢黒羽線
- 180 蒲須坂喜連川線
- 181 上高根沢氏家線
- 182 東小屋黒羽線
- 183 下野壬生線
- 184 安塚雀宮線
- 185 関谷上石上線
- 186 寄居豊原停車場線
- 187 物井寺内線
- 188 大谷観音線
- 189 （欠番）
- 190 境間々田線
- 191 大戦防小山線
- 192 滝沢野崎停車場線
- 193 雀宮真岡線
- 194 寂光滝線
- 195 裏見滝線
- 196 宇都宮停車場線
- 197 西原西田井停車場線
- 198 足利停車場線
- 199 上永野下永野線

### 200番台
- 200 秋山葛生線
- 201 作原田沼線
- 202 仙波鍋山線
- 203 日光停車場線
- 204 結城二宮線
- 205 須賀川大子線
- 206 飯茂木線
- 207 高田筑西線
- 208 飛駒足利線
- 209 （欠番）
- 210 柏倉葛生線
- 211 豊原高久線
- 212 赤沢茂木線
- 213 栃木停車場線
- 214 福良羽川線
- 215 佐野停車場線
- 216 岩瀬二宮線
- 217 鹿沼停車場線
- 218 名草小俣線
- 219 松田葉鹿線
- 220 大久保蒲須坂線
- 221 国谷家中停車場線
- 222 熊田喜連川線
- 223 寺岡館林線
- 224 小砂小口線
- 225 花岡狹間田線
- 226 （欠番）
- 227 小俣桐生線
- 228 （欠番）
- 229 今市停車場線
- 230 下大羽益子線
- 231 山内牧野線
- 232 矢又大内線
- 233 小川田野倉線 - 2025年（令和7年）3月28日栃木県告示第140号により小川大金停車場線から改称[4]。
- 234 小田野大那地線
- 235 黒磯停車場線
- 236 矢板停車場線
- 237 赤見本町線
- 238 （欠番）
- 239 白沢下小倉線
- 240 石裂上日向線
- 241 上日向山越線
- 242 矢板塩谷線
- 243 小山城内線
- 244 （欠番）
- 245 栗山今市線
- 246 草久粟野線
- 247 日光今市線
- 248 日光だいや川公園線
- 249 黒部西川線
- 250 中宮祠足尾線
- 251 （欠番）
- 252 蛭沼川連線
- 253 借宿西新井線
- 254 丸山葉鹿線
- 255 塙芳賀線
- 256 竜舞足利線
- 257 西小塙真岡線
- 258 （欠番）
- 259 折戸西那須野線
- 260 緑町山辺停車場線
- 261 野木古河線
- 262 益子公園線
- 263 小山停車場線
- 264 小山結城線
- 265 粟宮喜沢線
- 266 中塩原板室那須線
- 267 （欠番）
- 268 鹿沼環状線
- 269 太平山公園線
- 270 佐野環状線
- 271 大田原矢板線
- 272 県民の森矢板線
- 273 東古屋上寺島線
- 274 牧野大沢線
- 275 大山田下郷小砂線
- 276 井頭公園線
- 277 小来川清滝線
- 278 中野福居線
- 279 大桑大沢線
- 280 入粟野引田線
- 281 板荷引田線
- 282 中藤岡線 - 2020年（令和2年）3月27日栃木県告示第179号により栃木県道282号中岩舟線から改称[5]。
- 283 仙波葛生線
- 284 松田大月線
- 285 福原小川線
- 286 深沢岩瀬線
- 287 山内上小瀬線
- 288 大橋家中線
- 289 二宮宇都宮自転車道線
- 290 那須甲子線
- 291 下伊勢畑増井線
- 292 矢畑横倉新田線
- 293 庚申山公園線
- 294 東野田古河線
- 295 今市スポーツセンター線
- 296 小山都賀線
- 297 山本下大羽線
- 298 小口黒羽線
- 299 西川田停車場線

### 300番台
- 300 （欠番、かつての新大平下停車場線）
- 301 国谷停車場線
- 302 おもちゃのまち停車場線
- 303 黒磯高久線
- 304 （欠番）
- 305 豊原大島線
- 306 西那須野下石上線
- 307 深程楡木線
- 308 那須野が原公園線
- 309 栃木環状線
- 310 下野二宮線
- 311 小山大平線
- 312 （欠番、かつての大平下停車場線）
- 313 渡良瀬遊水地壬生自転車道線
- 314 佐川野友沼線
- 315 （欠番）
- 316 真岡筑西線
- 317 西那須野停車場線
- 318 - 319 （欠番）
- 320 二宮宇都宮線
- 321 南方須佐木線
- 322 - 334 （欠番）
- 335 西川田停車場運動公園線
- 336 自治医大停車場線
- 337 下日向粟野線
- 338 芳賀茂木線
- 339 小山下野線
- 340 壬生インター線
- 341 宝積寺太田線
- 342 中田原寒井線
- 343 蛭畑須佐木線
- 344 湯本大島線
- 345 葛生船越線
- 346 みかも山公園線
- 347 佐野田沼インター線
- 348 上河内スマートインター線[注釈 1]
- 349 那須高原スマートインター線[注釈 1]
- 350 栗山舘岩線
- 351 黒磯板室インター線
- 352 佐野SAスマートインター線
- 353 蒲須坂乙畑線
- 354 - 368 （欠番）
- 369 黒磯田島線
- 370 - 399 （欠番）

### 400番台
- 400 - 401 （欠番）
- 402 桐生足利藤岡自転車道線

## 延長の記録
路線長は県内区間に限る。
最長路線中塩原板室那須線 - 65.176 km
最短路線足利停車場線 - 38 m
- 主要地方道
  - 最長路線 那須黒羽茂木線 - 59.035 km
  - 最短路線 足利伊勢崎線 - 935 m
- 一般県道
  - 最長路線 中塩原板室那須線 - 65.176 km
  - 最短路線 足利停車場線 - 38 m